# TR-DOS
O TR-DOS é um sistema operacional de disco para o ZX Spectrum com interfaces de disco Beta e Beta 128. O TR-DOS e a interface Beta foram desenvolvidos pela Technology Research Ltd (Reino Unido), em 1985. A maioria dos lançamentos em disco para o ZX Spectrum (especialmente programas modernos) foram feitos para o TR-DOS. A última versão de firmware foi a 5.03 (1986).
As últimas versões "hackeadas" foram a 6.10E (do Mr Gluk Reset Service) e vTR-DOS (para o microcomputador ATM). Ambas as versões foram lançadas em 2006. Mais de trinta versões "hackeadas" são conhecidas (a primeira data de 1990).
O TR-DOS lida com disquetes SS/DS, SS/DD. Todas as versões modernas suportam ramdisk e algumas versões dão suporte a HDs (com imagens .trd = 640 KiB).